# Coleophora amethystinella
Coleophora amethystinella là một loài bướm đêm thuộc họ Coleophoridae. Nó được tìm thấy ở khu vực Địa Trung Hải từ Bồ Đào Nha đến Iraq. Nó cũng được tìm thấy ở Đảo Anh. Những loài trước đây được coi là đồng nghĩa của Coleophora fuscicornis.
Chiều dài cánh trước của con đực dài 7-8.5 mm, con cái dài 6.5–7 mm. Con trưởng thành bay vào tháng 6 Tây Âu.
Ấu trùng ăn Vicia tetrasperma.